# 孫學易
孫學易（？—？），云南楚雄人，明朝政治人物。

## 生平
萬曆二十年（1592年），登壬辰科進士。任宁国府推官，历遵义道副使，屡请上官先事以折其谋，不被接納。后猖獗，三省骚然，人服其先见。擢陕西右布政使。